# Панькевич Олег Ігорович
Оле́г І́горович Паньке́вич (нар. 21 липня 1972, Броди, Львівська область) — український політик. Українець. Голова Львівської обласної ради (від 30 листопада 2010 до 10 листопада 2012). Народний депутат України 7-го скликання, заступник голови Комітету Верховної Ради з питань європейської інтеграції, голова підкомітету з питань трудових мігрантів та національно-культурної співпраці.

## Освіта
Навчався у Бродівському педучилищі. Дві вищі освіти — Дрогобицький державний педагогічний інститут імені Івана Франка (1997), історик, «Всесвітня історія та народознавство» та Львівський національний університет імені Івана Франка (2004), юрист, «Правознавство».

## Кар'єра
Працював учителем історії Бродівської гімназії ім. І. Труша, директором Бродівського історико-краєзнавчого музею.
У 2002 Олег Панькевич перемагає на виборах до Львівської обласної ради по Бродівському виборчому окрузі. У 2005—2006 — голова Бродівської районної державної адміністрації. У 2006 вдруге стає депутатом Львівської обласної ради.
У 1998—2002 та 2002—2006 — депутат Бродівської районної ради.
У 2006 обраний депутатом Львівської обласної ради від ВО «Свобода». До призначення головою облради він працював юридичним консультантом однієї з приватних фірм.
Голова Львівської обласної ради (від 30 листопада 2010 до 10 листопада 2012)
Народний депутат України 7-го скликання, заступник голови Комітету Верховної Ради з питань європейської інтеграції, голова підкомітету з питань трудових мігрантів та національно-культурної співпраці.
Член ВО «Свобода». У партії з 1993.

## Сім'я, діти
Одружений. Виховує двох дітей: сина Назара та доньку Дзвениславу. Олег Панькевич — рідний брат Ірини Сех, депутата, яка очолювала фракцію «Свободи» у попередній раді.